# Ferdinando Camon
Ferdinando Camon, nascut el 14 de novembre de 1935 a Urbana, prop de Montagnana, al Vèneto, entre Pàdua i Màntua, és un escriptor i periodista italià, associat amb la " Generació dels anys trenta ".

## Biografia
Ferdinando Camon va néixer en una família de pagesos. Va escriure una col·lecció de poemes prologada per Pier Paolo Pasolini, així com diversos assaigs i col·leccions d'entrevistes, incloses les seves converses amb Primo Levi. Com a periodista col·labora amb diferents publicacions periòdiques italianes : La Stampa, L'Unità, Avvenire, Il Mattino di Padova, L'Arena, Messaggero Veneto o Il Giornale di Vicenza ; però també estrangers : Le Monde, La Nación .
Entre les seves novel·les més conegudes hi ha la trilogia de memòries imaginàries que formen Il Quinto Stato, La Vita Eterna i Un altare per la madre, que va guanyar el Premi Strega .
Casat amb una periodista, té dos fills. Alessandro, productor de cinema a Los Angeles, i Alberto, professor de dret penal a la Universitat de Bolonya .

## Premis literaris
- Premi Luigi Russo ( Il Quinto Stato )
- Premi Città di Prato ( La Vita eterna )
- Premi de poesia Viareggio ( Liberare l'animale )
- Premi Strega 1978 ( Un altare per la madre )
- Premi Giornalista del Mes (per a Occident )
- Premi de selecció Campiello 1986 ( La Donna dei fili )
- Premi de selecció Campiello 1989 ( Il Canto delle balene )
- Premi Elsa Morante ( It Super-Baby )
- Premi Stazzema Alla Resistenza ( May visti sole e luna )
- Premi del Pen Club ( May visti sole e luna )
- Premi Città di Bologna ( Dal silenzio delle Campagne )
- Premi Giovanni Verga ( La Cavallina, la ragazza e il diavolo )
- Premi Fundació Il Campiello 2016 pel seu treball

## Obres
- Figura humana, Gallimard, 1976, ( Il quinto stato, Garzanti, 1970)
- Vida eterna, Gallimard, 1977
- Occident, Gallimard, 1979
- Apoteosi, Gallimard, 1981 ( Un altare per la madre )
- La malaltia humana, Gallimard, 1984, traducció Yves Hersant ( La malattia chiamata uomo, Garzanti, 1981)
- La dona amb lligams, Gallimard, 1987
- El cant de les balenes, Gallimard, 1990
- El Superbebè, Gallimard, 1992
- La Terra és de tots, Gallimard, 1998
- Mai vistos Sol i lluna, Gallimard/Folio, 1998
- El silenci del camp, Modestes observacions en vers, Gallimard, 2003
- Converses amb Primo Levi, Gallimard/Arcades, 2005